# Arthur Hay Tweeddale
Arthur Hay, 9.º Marqués de Tweeddale (9 de noviembre de 1824 – 29 de diciembre de 1878), conocido antes de 1862 como Lord Arthur Hay y entre 1862 y 1876 como Vizconde Walden, fue un militar y ornitólogo escocés. Era originario de Yester, Gifford, East Lothian. Sirvió como soldado en India y en Crimea. Y sucedió a su padre en el marquesado en 1876. Falleció en Chislehurst, y lo sucedió su hermano.
En 1841 Hay fue ascendido a teniente de los Grenadier Guards. Ascendió a capitán en 1846, y luego fue promovido a teniente coronel en 1854, y a coronel en 1860. En 1866, fue transferido al Regimiento n.º 17 de Lanceros.
Desde el 16 de enero de 1868 fue presidente de la Zoological Society of London Sus trabajos ornitológicos fueron publicados privadamente en 1881 por su sobrino, Capitán Robert George Wardlaw-Ramsay, con una memoria del Dr. W. H. Russell, y la atribución Walden es usada en listados taxonómicos
Tenía una gran colección privada de aves, insectos, reptiles, y mamíferos. Contrató a Carl Bock para acompañarlo al archipiélago malayo, recolectando especímenes. Tweeddale describió cerca de 40 especies recolectadas por Bock, en la primera vez.

## Algunas publicaciones

### Libros
- arthur Hay Tweeddale. 2010a. The Ornithological Works of Arthur, Ninth Marquis of Tweeddale. Editor General Books LLC, 808 pp. ISBN 1-153-41307-8
- ----------------------------. 2010b. A List of the Birds Known to Inhabit the Island of Celebes. Editor General Books LLC, 82 pp. ISBN 1-152-20650-8
- ----------------------------. 1875. A list of the birds known to inhabit the Philippine archipelago. Edición reimpresa. 252 pp.

## Abreviatura (zoología)
La abreviatura Walden  se emplea para indicar a Arthur Hay Tweeddale como autoridad en la descripción y taxonomía en zoología.

| Predecesor: George Hay | Marqués de Tweeddale 1876 – 1878 | Sucesor: William Hay |